# L'angelo della sera
L'angelo della sera (Dankó Pista) è un film del 1941 diretto da László Kalmár che ha come interprete principale l'attore Pál Jávor nel ruolo del titolo.

## Produzione
Il film fu prodotto dalla Mester Film Kft.
L'adattamento delle musiche fu curato da Tibor Polgár e le coreografie furono affidate a Gyula Harangozó e a Ilona Vera.

## Distribuzione
Uscì nelle sale cinematografiche ungheresi il 16 gennaio 1941.